# Sonnenfinsternis vom 12. September 2053
Die totale Sonnenfinsternis vom 12. September 2053 spielt sich größtenteils über Nordafrika, der Arabischen Halbinsel, dem nördlichen Atlantik und dem Indischen Ozean ab.
Die Finsternis ist die im Exeligmos-Zyklus folgende Finsternis zur Sonnenfinsternis vom 11. August 1999, d. h., sie findet etwa 54 Jahre später unter nahezu gleichen Bedingungen, allerdings deutlich südlicher, statt.
Im Verlauf ähnelt sie zufälligerweise sehr stark der Sonnenfinsternis vom 2. August 2027, da sie jedoch eine geringere Pfadbreite (und damit Totalitätsdauer) als diese hat, werden einige größere Städte diesmal keine Totalität erleben können, sondern nur eine tiefe partielle Finsternis. Auch die Klimaverhältnisse sind ähnlich, Oberägypten wird wieder beste Bedingungen vorweisen können. Das Maximum der Finsternis liegt ca. 200 km östlich von Mekka, die Dauer der Totalität dort bei 3 Minuten und 4 Sekunden.
Für Spanien, dessen Südspitze vom Kernschatten gestreift wird, ist dies die dritte und letzte totale Sonnenfinsternis im 21. Jahrhundert.
Für Tunesien ist diese Sonnenfinsternis die zweite von drei totalen Sonnenfinsternissen im 21. Jahrhundert.

## Verlauf
Die Finsternis beginnt über dem Atlantik bei Sonnenaufgang und erreicht die Südspitze Spanien und die Nordspitze Marokkos gegen 9:00 UT, wobei die Zentrallinie in der Straße von Gibraltar liegt. Der Mondschatten streift noch einmal Marokko nördlich der Spanischen Exklave Melilla, bevor er das Mittelmeer verlässt, Algerien erreicht und dessen Norden überquert (ca. 9:05 UT). Das südliche Tunesien mit der Insel Djerba liegt ebenfalls in der Totalitätszone (9:15 UT). Nur die Küste des westlichen Libyens wird vom Mondschatten berührt (9:20 bis 9:25 UT), im östlichen Teil die Hafenstadt Bengasi (9:35 UT) deutlich verfehlt. In Ägypten wird das mittlere Niltal die Totalität zwischen 10:00 UT und 10:05 UT erleben. Nach Überqueren des Roten Meers wird um 10:25 UT die Arabische Halbinsel erreicht und bis ca. 11:05 UT überquert. Um etwa 12:00 UT zieht der Schatten südlich von Indien und Sri Lanka über den Indischen Ozean und erreicht bei Sonnenuntergang eben noch die Insel Sumatra, wo die Finsternis endet.

## Sichtbarkeit in Mitteleuropa
Die Finsternis ist in Mitteleuropa im ganzen Verlauf als partielle Finsternis zu beobachten, wobei die Bedeckung nach Norden hin deutlich abnimmt. So wird in Bern eine Bedeckung 55,7 % erreicht, in Wien 46,2 %, in München 49,5 %, Frankfurt am Main 44,8 %. In Berlin beträgt die Bedeckung dann nur noch 35,3 %, gefolgt von Hamburg mit 34,1 % und Flensburg 31,0 %.

## Orte in der Totalitätszone
Trotz deutlicher Differenz von 29 s des Delta T in der Berechnungen der Nasa (101,3 s) und CalSky (72,3 s), ergibt sich kein großer Unterschied in der Lage der Totalitätszone und somit der Totalitätszeiten der einzelnen Städte.
| Land          | Ort           | Dauer (nach NASA-Berechnung) |
| ------------- | ------------- | ---------------------------- |
| Marokko       | Tanger        | 1 m 15 s                     |
| Spanien       | Tarifa        | 1 m 35 s                     |
| Gibraltar     | Gibraltar     | 1 m 28 s                     |
| Spanien       | Exklave Ceuta | 1 m 35 s                     |
| Algerien      | Oran          | 1 m 36 s                     |
| Tunesien      | Gabès         | 2 m 8 s                      |
| Tunesien      | Djerba        | 2 m 7 s                      |
| Libyen        | Tripolis      | 1 m 29 s                     |
| Ägypten       | Asyut         | 2 m 52 s                     |
| Ägypten       | Dendera       | 2 m 44 s                     |
| Ägypten       | Qina          | 2 m 48 s                     |
| Saudi-Arabien | Yanbu         | 1 m 38 s                     |